# سليم إدريس
سليم إدريس عسكري سوري برتبة لواء انشق عن الجيش العربي السوري في 20 أغسطس 2012 ترأس هيئة أركان الجيش الحر منذ ديسمبر 2012 وحتى اقالته، ولد عام 1957 في قرية المباركية قرب حمص.
درس إدريس الهندسة في دمشق، ونال شهادة الدكتوراه في الرادارات الإلكترونية عام 2012 في ألمانيا. وهو متزوج وله خمسة أولاد (ثلاث بنات وشابان).
أقيل من قيادة أركان الجيش السوري الحر بتاريخ 17/02/2014 وعين بديلاً عنه العميد الركن المجاز عبد الإله البشير

## دوره في الأزمة السورية
انشق اللواء سليم إدريس عن الجيش النظامي في 20 أغسطس/ آب 2012 بتسهيل من الجيش الحر حيث انتقل مع عائلته. ليعود بعدها للداخل ويعمل في مناطق ريفي إدلب وحلب، حيث تم انتخابه رئيسا لهيئة أركان الجيش الحر في ديسمبر/ كانون الأول 2012.
ولد إدريس عام 1957، ويتحدر من قرية المباركية شرقي حمص، انخرط بالسلك العسكري في وقت مبكر من حياته، وتابع تحصيله العلمي في العلوم العسكرية بموازاة تدرجه بالرتب العسكرية فحصل على شهادة دكتوراه باختصاص «الرادارات الإلكترونية». وبات محاضرا بأكاديمية «الأسد العسكرية» في حلب ومدير معهد الهندسة فيها، إضافة إلى وصوله إلى رتبة لواء.
عمل إدريس في مجال تأليف الكتب المتخصصة بالعلوم العسكرية حيث وصل عدد مؤلفاته إلى 12 كتابا. وأشرف على مشروع تحديث مؤسسة مياه حلب بسبب خبرته في مجال الاتصالات والمعلوماتية.
لا ينتمي إدريس إلى أي حزب أو تيار سياسي، ويوصف بأنه معتدل في آرائه ومواقفة البعيدة عن الطائفية والمذهبية، ونقلت عنه صحيفة واشنطن بوست أنه أمر رجاله بوقف التعاون مع جبهة النصرة.
وأبدى في تصريحات عدة، استعداده للتفاوض بشأن الانتقال السياسي مع قادة عسكريين بجيش النظام، على ألا تكون أياديهم ملطخة بدماء المدنيين. كما أبدى استعداده للقاء المسؤولين الروس.
وكان اللواء إدريس قد انتخب رئيسا لهيئة أركان الجيش الحر بأغلبية أصوات نحو 550 ممثلا عن مختلف الفصائل المعارضة المقاتلة في الداخل، وذلك في ختام اجتماعات مطولة عُقدت بمدينة أنطاليا التركية في ديسمبر/كانون الأول 2012.
ولكن يرى منتقدوه أنه «ضابط مهندس أي أنه ينتمي إلى الجناح التقني في العلوم العسكرية وليس إلى الجناح التخطيطي القتالي الميداني مما يجعله في موقع غير مناسب». في المقابل يرى مؤيدوه أنه رجل عسكري كفء ويتابع ميادين الثورة أولا بأول.
وتنقل واشنطن بوست عن أحد الباحثين بمعهد دراسات الحرب أن «انتخاب إدريس جاء لحاجة هيئة الأركان لدبلوماسي، إضافة لعلاقاته الشخصية مع المسؤولين الأجانب، ولم ينتخب لصفاته القيادية أو تمرسه وخبرته في العمل العسكري والميداني».
ويأخذ مصدر عسكري على إدريس قبوله الترفيع العسكري إلى رتبة أعلى ليصبح لواء، علما أنه حين انشق عن الجيش النظامي كان عميدا، معتبرا الأمر مخالفة لقواعد تدرج المناصب داخل المؤسسة العسكرية.